# Oberón (ópera)
Oberón, o El juramento del rey de los elfos (título original en inglés, Oberon, or the Elf King's Oath) es una ópera romántica en tres actos con música de Carl Maria von Weber y libreto en inglés de James Robinson Planché, inspirado por un poema de Christoph Martin Wieland. Se estrenó en Covent Garden, Londres el 12 de abril de 1826.
Encargada por Charles Kemble, Weber se embarcó en este proyecto contra consejo médico por razones financieras. Viajó a Londres para completar la música antes del exitoso estreno de la ópera, pero destruyó su salud en el proceso, y murió en Londres el 5 de junio del mismo año.
Por los complicados requerimientos de su libreto y puesta en escena no ha logrado imponerse en el repertorio internacional como la otra ópera del compositor El cazador furtivo. En las estadísticas de Operabase aparece con sólo 3 representaciones para el período 2005-2010. La obertura forma parte del repertorio de conciertos. El gran aria de la heroìna Rezia «Ozean du Ungeheuer» (Océano, oh monstruo) es una pieza de lucimiento para famosas sopranos lírico-dramáticas como Kirsten Flagstad, Lotte Lehmann, Birgit Nilsson, Ingrid Bjoner, Montserrat Caballé, Karita Mattila y Maria Callas que la grabó en el ocaso de su carrera en inglés («Ocean, thou mighty monster»).
El estilo es romántico. La música recrea un ambiente fantástico de cuento oriental narrando la historia del caballero medieval Huon rescatando a su prometida Rezia secuestrada por el califa de Bagdad.

## Argumento
Tiempo: Edad Media
Lugar: Palacio de Oberón, Bagdad, Túnez y Francia

### Acto I
Las hadas cantan alrededor de Oberón dormido. Entra Puck y relata la disputa de Oberón con Titania, su reina, en la que Oberon juró no reconciliarse con ella hasta que se encuentre un par de amantes humanos leales el uno con el otro a través de peligros y tentaciones. Puck ha ido por todos los lugares buscando una pareja semejante, pero en vano. Al despertar, Oberón maldice el voto que ha hecho. Puck le dice que el emperador Carlomagno ha ordenado al caballero Sir Huon que vaya a Bagdad, mate al hombre que está a la mano derecha del califa y luego bese y se case con la hija del califa. Oberón decide que este caballero y la princesa serán quienes le ayuden a reconciliarse con su reina. Es conjurada una visión de Reiza para Huon y su escudero Sherasmin, y les dan un cuerno mágico para llamar a Oberón en su ayuda si lo necesitan. Llaman a las hadas para llevar a Huon en esta misión.
A orillas del Tigris, Huon y Sherasmin rescatan al príncipe Babekan de un león. Babekan es de hecho el prometido de Reiza pero cuando él ataca a Huon y Sherasmin ellos consiguen que el príncipe y su séquito huyan. Después, Namouna, una anciana le dice a Huon que Reiza se va a casar al día siguiente, pero también tuvo una visión que la ha llevado a Huon.
En el palacio de Harún al-Rashid, Reiza confía a su asistente que ella sólo se casará con el caballero de su visión, y, cuando Fatima anuncia la llegada de Huon las dos mujeres se alegran anticipadamente. 

### Acto II

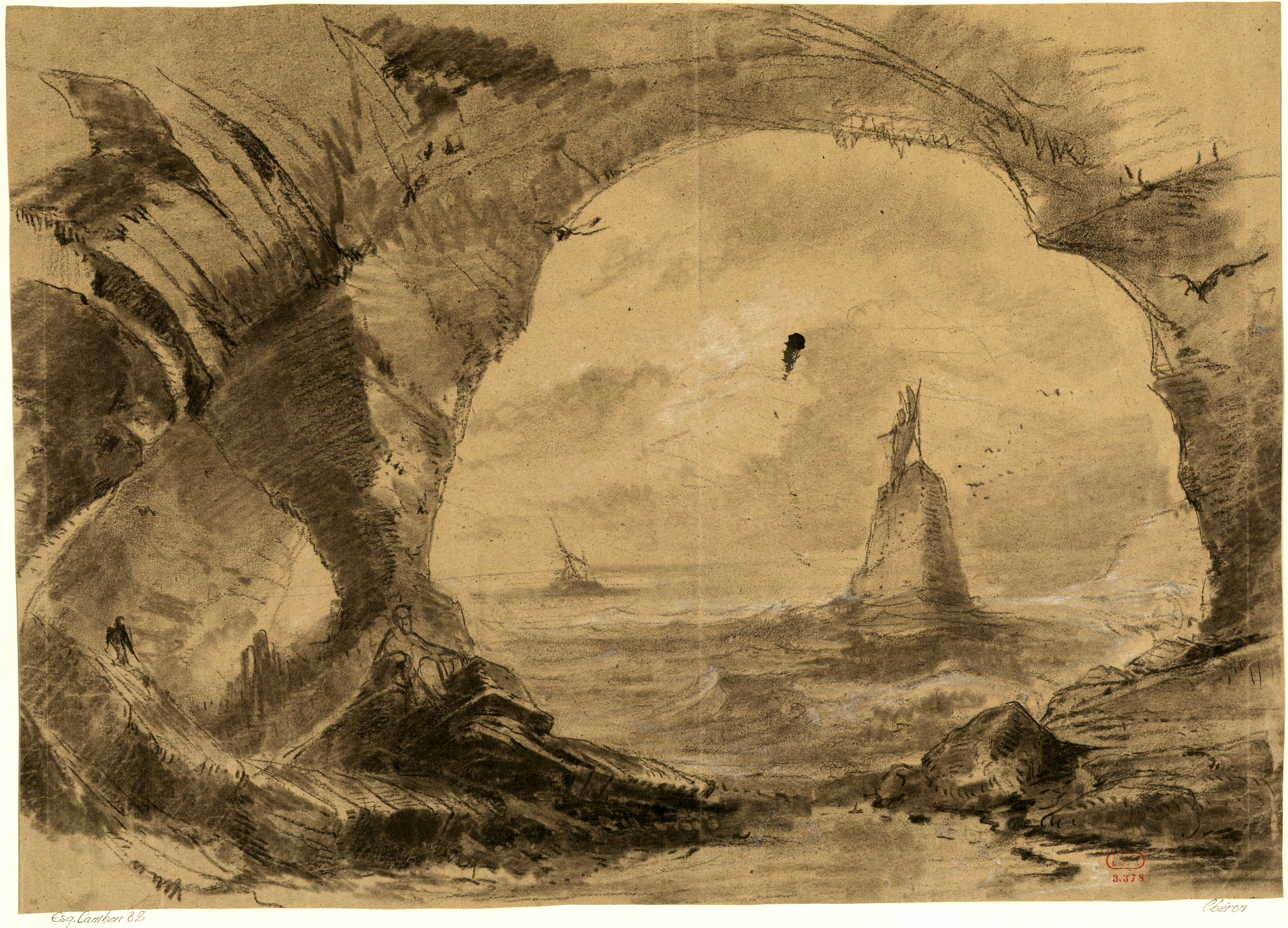
Escenografía para el Acto II, escena 4; de la interpretación realizada en el Théâtre Lyrique en París, el 27 de febrero de 1857.

En la espléndida corte de Harún al-Rashid un coro canta las alabanzas de su gobernante. Reiza es llevada al matrimonio con el príncipe Babekan, sentado a la derecha del califa, pero Huon y Sherasmin irrumpen, matan a Babekan y huyen con la princesa y Fatima. Un barco los llevará a Grecia. Las dos parejas expresan su amor al tiempo que escapan.
Puck invoca los espíritus de los elementos para hacer que naufrague el barco de Huon. Huon y Reiza sobreviven y él va en busca de más supervivientes mientras ella canta sobre la furia y las amenazas del mar. Al terminar el aria ella espía a un barco que se acerca y le hace señales. Pero es un barco pirata y Abdallah y su tripulación raptan a Reiza. Huon intenta salvarla pero resulta herido; consigue tocar el cuerno mágico y aparece Oberón. Oberón le dice a Puck que lleve a Huon a Túnez y la casa de Ibrahim. Las sirenas cantan felizmente sobre el príncipe inconsciente. 

### Acto III
En el jardín de la casa del emir en Túnez, Fatima canta su destino como esclava. Ella y Sherasmin están ahora casados y cantan a su infancia. Puck hace que aparezca Huon, y después Fatima le dice que Reiza está en un harén, ellos planean su rescate.
En el harén de Almanzor, Reiza lamenta su suerte y consigue un mensaje a Huon quien se prepara para liberarla. Sin embargo, por accidente él se encuentra con Roshana, la esposa del emir, quien intenta persuadir a Huon para que mate a Almanzor y se case con ella. Él lo rechaza, pero el emir los descubre y condena a muerte a Huon. Reiza ruega al emir que perdone a Huon, pero ella ha despreciado sus avances, el emir lo rechaza y ordena que ardan los dos juntos. Oberón es llamado por Sherasmin soplando el cuerno mágico. Los esclavos del emir empiezan a bailar, y después de un segundo toque de cuerno, aparecen Oberón y Titania. Huyen los tunecinos, los amantes son transportados a la corte de Carlomagno, y perdonan a Huon.

## Discografía
- Anita Cerquetti, Miriam Pirazzini, Mirto Picchi, Piero de Palma, Petre Munteanu, Orchestra Sinfonica di Milano della RAI, Vittorio Gui - 1957.
- Birgit Nilsson, Julia Hamari, Plácido Domingo, Hermann Prey, Donald Grobe, Arleen Augér; Orquesta de la Radio de Baviera, Rafael Kubelík /DG, 1972
- Deborah Voigt, Delores Ziegler, Ben Heppner, Dwyane Croft, Gary Lakes; Orquesta Filarmónica de Colonia, James Conlon / EMI
- Inga Nielsen, Vesselina Kasarova, Peter Seiffert, Bo Skovhus, Deon Van der Walt, Deutsches Symphonie-Orchester Berlin, Marek Janowski / RCA
- Hilevi Martinpelto, Frances Bourne, Jonas Kaufmann, Steve Davislim, Orquesta romántica y revolucionaria, John Eliot Gardiner / Philips, 2003